# ماممولا
هي مدينة تقع في مقاطعة ريدجو كالابريا في إيطاليا .

## أعلام
- نيك مانكوسو